# Lauren Molengraaf
Lauren Molengraaf (* 5. Oktober 2005 in Capelle aan den IJssel) ist eine niederländische Radrennfahrerin, die in mehreren Radsportdisziplinen aktiv ist.

## Sportlicher Werdegang
Ihre Karriere im Radsport begann Molengraaf überwiegend im Gelände. Bereits in der Cyclocross-Saison 2021/22 wurde sie Dritte bei den Weltmeisterschaften sowie Dritte der Weltcup-Gesamtwertung bei den Juniorinnen. In der folgenden Saison war sie dann die dominierende Juniorin: Im Weltcup gewann sie vier der fünf Saisonrennen und sicherte sich damit auch die Gesamtwertung. Bei den Europameisterschaften in Namur errang sie den Titel der Junioren-Europameisterin. Bei den Cyclocross-Weltmeisterschaften 2023 am Ende der Saison wurde sie zunächst Weltmeisterin mit der Mixed-Staffel, im Einzelrennen belegte sie als Favoritin auf den Titel nach Sturz und Defekt den siebten Rang. In der folgenden Sommersaison wurde sie auf dem Mountainbike niederländische Junioren-Meisterin im Cross-Country, bei den MTB-Europameisterschaften belegte sie den sechsten und bei den Weltmeisterschaften den zehnten Platz. Auf der Straße wurde sie Dritte der nationalen Meisterschaften und Siebte der Europameisterschaften im Straßenrennen.
Nach ihren Erfolgen bei den Juniorinnen erhielt Molengraaf 2024 mit dem Team FDJ-Suez direkt einen Vertrag bei einem UCI Women’s WorldTeam, parallel dazu blieb sie weiter im Cyclocross und Cross-Country aktiv. In allen Disziplinen konnte sie 2024 nicht an ihre Leistungen von 2023 anknüpfen und blieb bisher ohne zählbaren Erfolg.

## Erfolge

### Cyclocross
2021/22
- Weltmeisterschaften (Junioren)

2022/23
- Weltmeisterin – Mixed-Staffel
- Europameisterin (Junioren)
- Niederländische Meisterin (Junioren)
- Gesamtwertung Cyclocross-Weltcup (Junioren)

### Mountainbike
2022
- Niederländische Meisterin – Cross-Country XCO (Junioren)

2023
- Niederländische Meisterin – Cross-Country XCO (Junioren)